# けだものだもの
『けだものだもの』は、フクシマハルカによる日本の漫画作品。『なかよしラブリー』（『なかよし』増刊、講談社）において、2004年から2007年まで連載された。

## あらすじ
男子バスケ部のマネージャーの成宮小夏は16歳。片思い相手の山口先輩との夏合宿に期待を膨らませていた。しかし、夜になると色気に溢れた女子に変身する幼なじみの杉本ハルキに迫られることに。最初は彼の奇妙な体質に戸惑う小夏だったが、あらゆるトラブルを乗り越えていくうちに両想いになる。恋敵やハルキと同じ体質の姉弟の登場で大変な目に遭うが、それでも二人の仲は深まるのであった。

## 登場人物
成宮小夏（なるみや こなつ）
本作の主人公。男子バスケ部のマネージャー。当初は男子バスケ部の主将の山口に惚れていたが、ハルキの奇妙な体質を知り、彼と共に過ごすうちに両想いになる。
杉本ハルキ（すぎもと ハルキ）
小夏の同級生。朝から昼間までは男だが、夜になると色気に溢れた女に変身する。助平であり、小夏にセクハラを仕掛けることが多い。

## 書誌情報
- フクシマハルカ 『けだものだもの』 講談社〈講談社コミックスなかよし〉、全3巻
  1. 2004年6月4日第1刷発行、ISBN 4-06-364052-3
  2. 2005年9月6日第1刷発行、ISBN 4-06-364089-2
  3. 2007年8月6日第1刷発行、ISBN 4-06-364159-7